# Анапа
Анапа (рус. Анапа) град је у Русији у Краснодарском крају. Морска је лука на црноморској обали Кавказа, у Анапском заливу, близу Азовског мора, 160 km западно од Краснодара и 52 km северозападно од Новоросијска. 
Према проценама из 2017. у граду је живело 75.375 становника.
Град Анапа од 2011. има почасно звање „Града војничке славе”.

## Историја
Подручје око овог града је било насељено још у старом веку. Насеље Синда, звано Синдска лука или 'Синдика је била саграђена на месту данашње Анапе у 6. веку п. н. е. Саградили су ју Понтски Грци и била је насељена све до 3. века п. н. е.
У међувремену, била је припојена Босфорском краљевству и у њој се налазила у раздобљу од 4. до 3. века п. н. е. Тада се називала Горгипија по имену градитеља Горгипа. У 3. веку је разарају номадска племена. Ова племена, за која се претпоставља да су била черкеског и/или адигејског порекла, су дала данашњој Анапи име.
У 14. веку је овдје била ђеновска колонија Мапа. 
Град су 1475. заузели Турци, који су изградили тврђаву 1781. - 1782. године. Иста је била циљ вишеструких напада руске империје 1791., 1808. и 1828. и коначно је била припојена Русији 1829. године, темељем Дринопољског мира. Тада је то насеље имало адигејски назив Анапа.
Одтад, град се налази у Русији. Градски статус добија 1846. године, а лечилиштем постаје 1866. године. 
За време Другог свјетског рата је половина лечилишта била разрушена, а обновљена су 1950-их година.

## Становништво
Према прелиминарним подацима са пописа, у граду је 2010. живело 58.983 становника, што је за 5.490 (10,26%) више него 2002. године. 
| 1939.  | 1959.  | 1970.  | 1979.  | 1989.  | 2002.  | 2010.  | 2017.  |
| ------ | ------ | ------ | ------ | ------ | ------ | ------ | ------ |
| 17.306 | 19.602 | 29.900 | 40.119 | 54.976 | 53.493 | 58.990 | 75.375 |

Према подацима из 2017. град Анапа се по броју становника налазио на 217. месту међу 1.112 званичних градова Руске Федерације. 

## Туризам
Бројна су лечилишта (првенствено дечја) и хотели у овом граду. Откако се распао СССР, заједно са Сочијем и још неким градовима дуж руске црноморске обале је доживио знатан пораст популарности. Распад је оставио традиционална совјетска одмаралишта на Криму у Украјини и у републици Абхазији у Грузији са друге стране међе.
Анапа ретко привлачи неруске туристе који одлазе на годишње одморе због његове скромне подградње (инфраструктуре) и каменитих плажа, али је остао привлачним и нескупим избором за Русе који се више воле одмарати у традиционалним руским одмаралиштима него у скупљим одредиштима као што су Анталија на Турској средоземној обали или Шарм ел-Шеик у Египту (оба су познате по омиљености међу Русима).
Иако су у Анапи бројне болнице специјализоване за рехабилитацију, Анапа и други градови на црноморској обали нису постали одредиштем пензионера, из главног разлога што су руске пензије врло мале, ретко прелазећи 100 долара месечно. Надаље, Руси ретко одлазе у друге градове осим Москве због тешкоћа у свези са унутрашњим пасошима и систему "прописка".